# Centrale de Black Point
La centrale de Black Point est une centrale thermique alimentée au gaz naturel située à Hong Kong en République populaire de Chine.